# Willa Holland
 (juin 2015).
Si vous disposez d'ouvrages ou d'articles de référence ou si vous connaissez des sites web de qualité traitant du thème abordé ici, merci de compléter l'article en donnant les références utiles à sa vérifiabilité et en les liant à la section « Notes et références ».
Pour les articles homonymes, voir Holland.
Willa Holland, née Willa Joanna Chance Holland, le 18 juin 1991 à Los Angeles (Californie), est un mannequin et actrice américaine.
Elle est connue pour ses rôles dans les séries télévisées Newport Beach, Gossip Girl et Arrow.

## Biographie

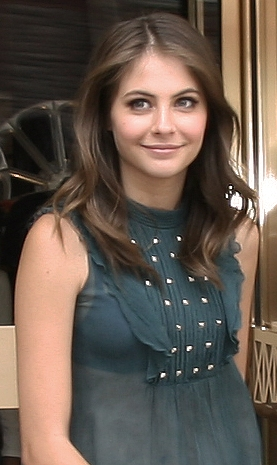
Au Toronto International Film Festival 2008

Willa Holland est la fille du réalisateur Keith Holland et de l'actrice Darnell Gregorio-De Palma. Elle a deux sœurs : Brianna Holland (née en 1988) et Piper De Palma (née en 1996). Elle passe son enfance avec sa famille à Londres, en particulier sur le tournage du film Mission : Impossible dirigé par son beau-père Brian De Palma.
De retour aux États-Unis pendant l'année 1999, à Long Island, elle rencontre Steven Spielberg qui, après l'avoir vue jouer la comédie, conseille à sa mère de la pousser dans cette voie. La même année, Willa Holland signe un contrat comme mannequin avec l'agence Ford. Ensuite, elle part vivre à Paris pendant quelque temps et travaille chez Prada comme mannequin[réf. souhaitée].
Les années suivantes, elle fait plusieurs apparitions dans différents films et séries avant de rejoindre, à partir de la troisième saison, la série Newport Beach où elle interprète le rôle de Kaitlin Cooper (la petite sœur de Marissa et fille de Julie et Jimmy), puis Gossip Girl en 2008, dans laquelle elle joue Agnes.
De 2012 à 2018, elle incarne Thea Queen, la sœur du justicier Oliver Queen, dans la série Arrow. Elle quitte le show au bout de six ans. 
En 2014, elle devient une des égéries de la collection de vêtements tomboy KC créée par son amie et co-star de la série Arrow, Katie Cassidy.
Willa Holland prête sa voix au personnage d'Aqua dans la série Kingdom Hearts, son personnage est présent plus précisément dans les épisodes Birth by Sleep et sa Version Final Mix sur PSP et sur PS3 en tant que Remake HD dans Kingdom Hearts HD 2.5 ReMIX et aussi dans l'épisode Dream Drop Distance sur Nintendo 3DS. Il est confirmé dans la Dernière Bande-Annonce de Kingdom Hearts HD 2.8 Final Chapter Prologue qui est sorti le 8 juin 2016, qu'elle prêtera encore une nouvelle fois sa voix au personnage.

## Filmographie

### Cinéma
- 2001 : Ordinary Madness : une jeune fille
- 2008 : Garden Party de Jason Freeland : April
- 2008 : Middle of Nowhere : Taylor
- 2009 : Un été italien : Kelly, une adolescente
- 2010 : Légion : Audrey
- 2010 : Chasing 3000 : Jamie
- 2011 : Chiens de paille : Janice Heddon
- 2012 : Tiger Eyes : Davey
- 2016 : Blood in the Water : Veronica

### Télévision
- 2005 : Mon Comeback : Kalla
- 2005-2007 : Newport Beach (The O.C.) : Kaitlin Cooper (récurrente saison 3, principale saison 4 - 22 épisodes)
- 2008-2012 : Gossip Girl : Agnes Andrews (5 épisodes)
- 2012 - 2020 : Arrow : Thea Queen / Speedy (rôle principal, 134 épisodes)
- 2015 - 2016 :  The Flash : Thea Queen / Speedy (2 épisodes)

## Jeux vidéo
- 2006 : Scarface: The World Is Yours (voix - non créditée)
- 2010 : Kingdom Hearts: Birth by Sleep : Aqua (voix)
- 2012 : Kingdom Hearts 3D: Dream Drop Distance : Aqua (voix)
- 2014 : Kingdom Hearts HD 2.5 Remix : Aqua (voix)
- 2017 : Kingdom Hearts HD 2.8 Final Chapter Prologue : Aqua (voix)
- 2019 : Kingdom Hearts III : Aqua (voix)